# Марамис, Александр Андрис
Александр Андрис Марамис (индон. Alexander Andries Maramis; 1897 год, Манадо — 1977 год, Джакарта) — индонезийский политический деятель. Министр финансов Индонезии (1945; 1947—1949). Министр иностранных дел Чрезвычайного правительства Республики Индонезии (1949). Национальный герой Индонезии (2019).

## Биография
Родился в 1897 году в Манадо. В 1924 году окончил Лейденский университет.
Входил в состав Исследовательского комитета по подготовке индонезийской независимости. В 1940-х годах занимал ряд министерских должностей в кабинетах Сутана Шарира и Амира Шарифуддина. В 1949 году, находясь в Дели, входил в состав Чрезвычайного правительства Республики Индонезии в качестве иностранных дел.
Умер в 1977 году в Джакарте.
Племянник Национального героя Индонезии Марии Валанды Марамис.